# Ures
Ures este un municipiu în statul Sonora, Mexic.

## Legături externe
- Ures, Ayuntamiento Digital Arhivat în 22 iulie 2011, la Wayback Machine. (Site oficial)

1. ↑  Institutul național de statistică, geografie și informatică
2. ↑  Institutul național de statistică, geografie și informatică
3. ↑   https://micodigopostal.org/sonora/ures/ Lipsește sau este vid: |title= (ajutor)
4. ↑   http://www.snim.rami.gob.mx/ Lipsește sau este vid: |title= (ajutor)